# ریچارد آیچبرگ

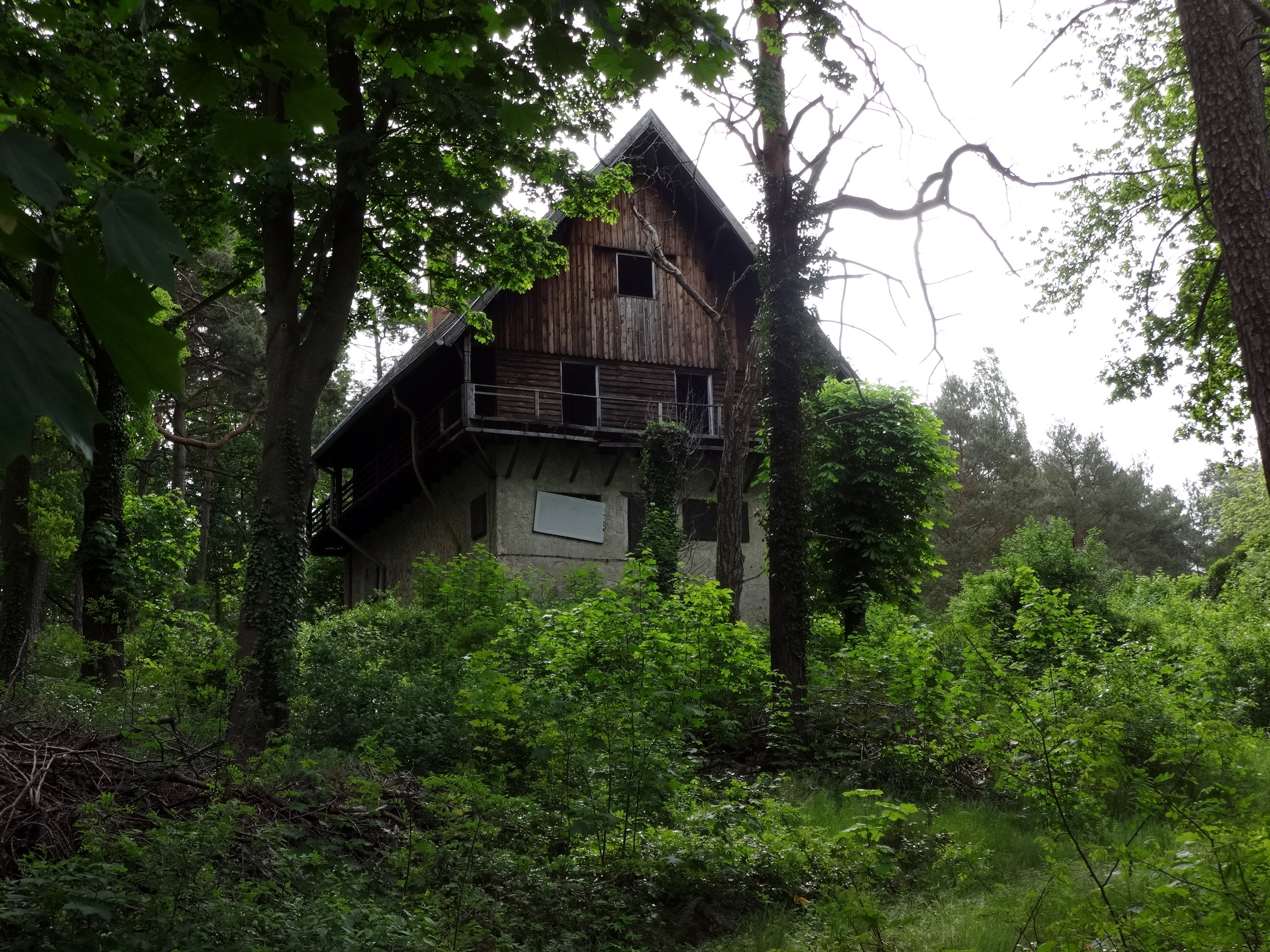

ریچارد آیچبرگ (زاده ۲۷ اکتبر ۱۸۸۸ – درگذشته ۸ مه ۱۹۵۲) کارگردان و تهیه‌کننده آلمانی‌ بود. او بین سال‌های ۱۹۱۵ تا ۱۹۴۹ تعداد ۸۷ فیلم را کارگردانی کرد. او همچنین بین سال‌های ۱۹۱۵ تا ۱۹۵۰ تولید کننده ۷۷ فیلم بود. او در برلین، آلمان متولد شد و در مونیخ، آلمان غربی درگذشت.